# Claus Horstmann
Claus Horstmann (* 14. Dezember 1964 in Iserlohn, Deutschland) ist ein deutscher Manager und war von November 2011 bis Ende Februar 2013 Vorsitzender der Geschäftsführung des 1. FC Köln GmbH & Co. KGaA. Seit 2013 ist Horstmann selbstständig und berät Unternehmen, Vereine, Verbände im Sport-, Entertainment- und Freizeitbereich.

## Leben
Horstmann verpflichtete sich nach dem Abitur als Soldat auf Zeit bei der Bundeswehr, wo er Maschinenbau studierte. Nach dem Abschluss des Studiengangs entschied sich der Diplom-Ingenieur für ein berufsbegleitendes Aufbaustudium der Betriebswirtschaftslehre, das er nicht abschloss. 1994 begann er im Alter von 29 Jahren als Technik-Manager bei Center Parcs. Dort betreute er den Bau der ersten deutschen Center-Parcs-Anlage. 1997 wurde er Leiter dieser Anlage, ein Jahr später Geschäftsführer von Center Parcs Deutschland.

### 1. FC Köln
Im Jahr 1999 kam er durch Vermittlung eines Personalberaters zum 1. FC Köln. Von 1999 bis 2003 war er Hauptgeschäftsführer des 1. FC Köln, 2003 wurde er Geschäftsführer der dann gegründeten 1. FC Köln GmbH & Co. KGaA, ab 2011 war er Vorsitzender der Geschäftsführung und damit laut kicker online „nun auch rein formell der starke Mann im Klub“. Von 2007 bis Ende 2010 war Horstmann außerdem Aufsichtsratsvorsitzender des VfL Gummersbach. Am 8. Juni 2012 gab der 1. FC Köln bekannt, dass Horstmann Ende Juni 2013 sein Amt als Geschäftsführer des 1. FC Köln GmbH & Co. KGaA nach 13 Jahren niederlegen würde. Horstmann schied am 28. Februar 2013 aus dem Amt, nachdem die Einarbeitung seines Nachfolgers Alexander Wehrle abgeschlossen war.

### Horstmann Strategie & Management Consulting
Der langjährige Geschäftsführer des 1. FC Köln hatte sich im Jahr 2013 mit einer Agentur selbstständig gemacht und berät unter der Firmierung Horstmann Strategie & Management Consulting seitdem Unternehmen, Sportclubs und -verbände, unter anderem in den Bereichen Strategieberatung, Geschäftsentwicklung, Marketing & Sales.

### Privates
Horstmann ist verheiratet und hat einen Sohn.